# Järnvägsolyckan i Santiago de Compostela
Järnvägsolyckan i Santiago de Compostela ägde rum den 24 juli 2013, då ett höghastighetståg av typen Alvia på sträckan från Madrid till Ferrol, i nordvästra Spanien, spårade ur i hög hastighet i en kurva, cirka fyra km utanför järnvägsstationen vid Santiago de Compostela. Av de 222 personerna (218 passagerare och fyra besättningsmedlemmar) ombord dödades 79 och omkring 140 skadades.
Tågets färdregistrator avslöjade att tåget färdades i mer än två gånger den högsta tillåtna hastigheten på 80 km/h när den gick in i kurvan. Kraschen spelades in på en markbaserad övervakningskamera, som visade att alla 13 vagnar spårade ur och fyra välte. Olyckan var den första som inträffade på en höghastighetslinje i Spanien och den värsta tågolyckan i Spanien på 40 år.
Platsen ligger kort efter ett byte av signalsystem från ERTMS till ASFA. ERTMS är ett signalsystem från 2000-talet avsedd för höghastighetsbanor och det har funktioner för automatisk broms vid alla hastighetsöveträdelser. Sträckan med ERTMS har här en tillåten hastighet på 200 km/h. ASFA är ett äldre spanskt system som bara har automatisk broms vid rödljus och inte vid hastighetsöverträdelser. AFSA tillåter inte 200 km/h, men på platsen blev det ändå en övergång från 200 tillåtet till 80 tillåtet, utan funktioner för automatisk broms, eftersom det inte var inlagt någon gräns på 80 i ERTMS eftersom kurvan inte ligger på ERTMS-område. Föraren glömde att bromsa i tid. Han hade ett telefonsamtal vid tillfället vilket kan ha stört honom. 
Linjen i sig var ända från start hårt kritiserad för att vara slarvigt byggd, bland annat fanns inte ens varningsskyltar innan den farliga kurvan i Angrois och undersökningarna efter olyckan ifrågasattes flera gånger för att vara partiska.